# 羅斯尼斯鎮區 (北卡羅萊納州哈利法克斯縣)
羅斯尼斯鎮區（英語：Roseneath Township）是位於美國北卡羅萊納州哈利法克斯縣的一個鎮區。

## 地方資料
羅斯尼斯鎮區的面積為89.09平方千米，皆為陸地。根據2020年美國人口普查的數據，當地共有人口153人，而人口密度為每平方千米1.72人。